# Taftan Airlines
Taftan Airlines ist eine iranische Fluggesellschaft mit Sitz in Teheran.

## Geschichte
Taftan Airlines wurde 2004 gegründet und absolvierte im selben Jahr ihren ersten Flug. Im Jahr 2006 wurde der Flugbetrieb ausgesetzt. Diesen nahm die Airline 2014 wieder auf. Im Jahr 2015 beendete die Fluggesellschaft erneut ihren aktiven Betrieb. Seit August 2016 führt sie wieder reguläre Passagierflüge durch.

## Flotte

### Aktuelle Flotte
Mit Stand Juli 2023 hat Taftan Airlines keine eigenen Flugzeuge mehr.

### Ehemalige Flugzeugtypen
Mit Stand April 2022 bestand die Flotte der Taftan Airlines aus zwei Flugzeugen mit einem Durchschnittsalter von 29,8 Jahren:
| Flugzeugtyp | Anzahl | bestellt | Anmerkungen |
| ----------- | ------ | -------- | ----------- |
| Fokker 50   | 2      |          |             |
| Gesamt      | 2      | –        |             |

- McDonnell Douglas DC-9-82 (MD-82)
- McDonnell Douglas DC-9-83 (MD-83)